# Robespierre (stacja metra)
Robespierre – stacja linii nr 9 metra  w Paryżu. Stacja znajduje się w gminie Montreuil. Została otwarta 14 października 1937 r.